# Matane-Matapédia
Circonscription électorale provinciale du Canada
Matane-Matapédia est une circonscription électorale provinciale du Québec située dans la région du Bas-Saint-Laurent. Elle a été créée lors de la réforme de la carte électorale de 2011. 

## Historique
La circonscription de Matane-Matapédia est créée lors de la réforme de la carte électorale de 2011. Elle est composée d'électeurs de deux circonscriptions : Matane (17 962 électeurs) et Matapédia (29 773 électeurs). Seul le territoire de la Haute-Gaspésie (anciennement dans Matane) fut annexé à la circonscription de Gaspé lors de la refonte de la carte électorale en 2011.
La circonscription élit son premier député lors de l'élection de 2012.

## Territoire et limites
La circonscription comprend les municipalités suivantes :
- Albertville
- Amqui
- Baie-des-Sables
- Causapscal
- Grand-Métis
- Grosses-Roches
- La Rédemption
- Lac-au-Saumon
- Les Hauteurs
- Les Méchins
- Matane
- Métis-sur-Mer
- Mont-Joli
- Padoue
- Price
- Saint-Adelme
- Saint-Alexandre-des-Lacs
- Sainte-Angèle-de-Mérici
- Saint-Charles-Garnier
- Saint-Cléophas
- Saint-Damase
- Saint-Donat
- Sainte-Félicité
- Sainte-Flavie
- Sainte-Florence
- Saint-Gabriel-de-Rimouski
- Sainte-Irène
- Saint-Jean-de-Cherbourg
- Sainte-Jeanne-d'Arc
- Saint-Joseph-de-Lepage
- Saint-Léandre
- Saint-Léon-le-Grand
- Sainte-Luce
- Sainte-Marguerite-Marie
- Saint-Moïse
- Saint-Noël
- Saint-Octave-de-Métis
- Sainte-Paule
- Saint-René-de-Matane
- Saint-Tharcisius
- Saint-Ulric
- Saint-Vianney
- Saint-Zénon-du-Lac-Humqui
- Sayabec
- Val-Brillant

Elle comprend aussi les territoires non organisés suivants : Lac-à-la-Croix, Lac-Alfred, Lac-Casault, Lac-des-Eaux-Mortes, Lac-Matapédia, Rivière-Bonjour, Rivière-Patapédia-Est, Rivière-Vaseuse, Routhierville et Ruisseau-des-Mineurs.

## Liste des députés
| Législature                                       | Années       | Député | Député        | Parti           |
| ------------------------------------------------- | ------------ | ------ | ------------- | --------------- |
| Matane-Matapédia Créée depuis Matane et Matapédia |              |        |               |                 |
| 40e                                               | 2012–2014    |        | Pascal Bérubé | Parti québécois |
| 41e                                               | 2014–2018    |        | Pascal Bérubé | Parti québécois |
| 42e                                               | 2018–2022    |        | Pascal Bérubé | Parti québécois |
| 43e                                               | 2022–présent |        | Pascal Bérubé | Parti québécois |

## Résultats électoraux

### Évolution pour les principaux partis
|                                                                                              |
| - Parti québécois - Parti libéral - Coalition avenir - Québec solidaire - Parti conservateur |

### Résultats détaillés
|                                                                                               | Nom                      | Parti                 | Nombre de voix | %      | Maj.   |
| --------------------------------------------------------------------------------------------- | ------------------------ | --------------------- | -------------- | ------ | ------ |
|                                                                                               | Pascal Bérubé (sortant)  | Parti québécois       | 20 057         | 67,4 % | 14 894 |
|                                                                                               | Jean-Sébastien Barriault | Coalition avenir      | 5 163          | 17,4 % | -      |
|                                                                                               | Alexandre Leblanc        | Conservateur          | 2 316          | 7,8 %  | -      |
|                                                                                               | Marie-Phare Boucher      | Québec solidaire      | 1 450          | 4,9 %  | -      |
|                                                                                               | Harley Ryan Lounsbury    | Libéral               | 637            | 2,1 %  | -      |
|                                                                                               | Madeleine Rose           | L'union fait la force | 123            | 0,4 %  | -      |
| Total                                                                                         | Total                    | Total                 | 29 746         | 100 %  |        |
| Le taux de participation lors de l'élection était de 64,9 % et 307 bulletins ont été rejetés. |                          |                       |                |        |        |

|                                                                                               | Nom                     | Parti               | Nombre de voix | %      | Maj.   |
| --------------------------------------------------------------------------------------------- | ----------------------- | ------------------- | -------------- | ------ | ------ |
|                                                                                               | Pascal Bérubé (sortant) | Parti québécois     | 20 658         | 69,5 % | 17 279 |
|                                                                                               | Mathieu Quenum          | Coalition avenir    | 3 379          | 11,4 % | -      |
|                                                                                               | Annie Fournier          | Libéral             | 3 351          | 11,3 % | -      |
|                                                                                               | Marie-Phare Boucher     | Québec solidaire    | 1 718          | 5,8 %  | -      |
|                                                                                               | Pierre-Luc Coulombe     | Vert                | 358            | 1,2 %  | -      |
|                                                                                               | Paul-Émile Vignola      | Conservateur        | 159            | 0,5 %  | -      |
|                                                                                               | Jocelyn Rioux           | Citoyens au pouvoir | 118            | 0,4 %  | -      |
| Total                                                                                         | Total                   | Total               | 29 741         | 100 %  |        |
| Le taux de participation lors de l'élection était de 65,4 % et 230 bulletins ont été rejetés. |                         |                     |                |        |        |

|                                                                                               | Nom                          | Parti            | Nombre de voix | %      | Maj.   |
| --------------------------------------------------------------------------------------------- | ---------------------------- | ---------------- | -------------- | ------ | ------ |
|                                                                                               | Pascal Bérubé (sortant)      | Parti québécois  | 18 025         | 61,2 % | 11 313 |
|                                                                                               | Dave Gravel                  | Libéral          | 6 712          | 22,8 % | -      |
|                                                                                               | Yann Gobeil-Nadon            | Coalition avenir | 3 019          | 10,2 % | -      |
|                                                                                               | Gérald Tremblay              | Québec solidaire | 1 511          | 5,1 %  | -      |
|                                                                                               | Joëlle Vadeboncoeur Harrison | Option nationale | 207            | 0,7 %  | -      |
| Total                                                                                         | Total                        | Total            | 29 474         | 100 %  |        |
| Le taux de participation lors de l'élection était de 63,2 % et 453 bulletins ont été rejetés. |                              |                  |                |        |        |

|                                                                                             | Nom                  | Parti              | Nombre de voix | %      | Maj.   |
| ------------------------------------------------------------------------------------------- | -------------------- | ------------------ | -------------- | ------ | ------ |
|                                                                                             | Pascal Bérubé        | Parti québécois    | 19 768         | 59 %   | 13 505 |
|                                                                                             | Jean-Clément Ouellet | Libéral            | 6 263          | 18,7 % | -      |
|                                                                                             | Pierre D'Amours      | Coalition avenir   | 5 332          | 15,9 % | -      |
|                                                                                             | Diane Bélanger       | Québec solidaire   | 1 230          | 3,7 %  | -      |
|                                                                                             | Geneviève Allard     | Option nationale   | 440            | 1,3 %  | -      |
|                                                                                             | Lise Deschênes       | Vert               | 348            | 1 %    | -      |
|                                                                                             | Pascal Gauthier      | Équipe autonomiste | 127            | 0,4 %  | -      |
| Total                                                                                       | Total                | Total              | 33 508         | 100 %  |        |
| Le taux de participation lors de l'élection était de 71 % et 280 bulletins ont été rejetés. |                      |                    |                |        |        |